# Alexander Wassiljewitsch Alexandrow
Alexander Wassiljewitsch Alexandrow (russisch Александр Васильевич Александров, wiss. Transliteration Aleksandr Vasil'evič Aleksandrov; * 1.jul. / 13. April 1883greg. in Plachino bei Rjasan; † 8. Juli 1946 in Berlin) war ein russischer und sowjetischer Komponist und Chorleiter. Alexandrow komponierte die Oper Rusalka (1913) und Der Tod des Iwan Grosny (1913), eine Sinfonie, eine sinfonische Dichtung, Chorwerke und Volksliedbearbeitungen. Er komponierte die Melodie der Hymne der bolschewistischen Partei (1938), die zur Hymne der Sowjetunion (1943) wurde und die heute auch für die Hymne der Russischen Föderation verwendet wird.

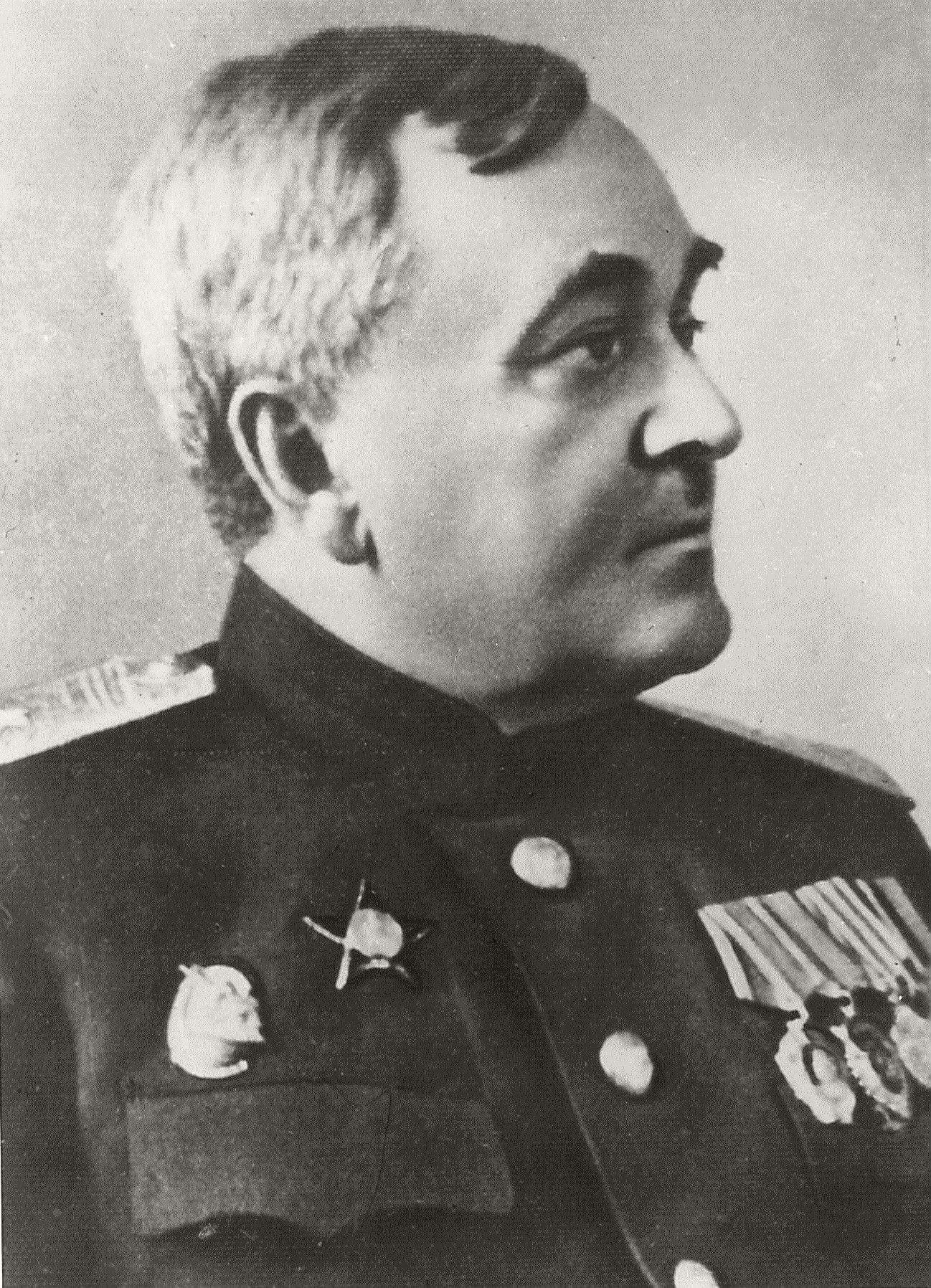
Alexander Wassiljewitsch Alexandrow

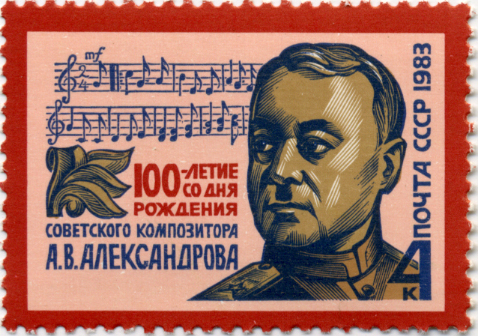
Darstellung von Alexander Wassiljewitsch Alexandrow auf einer sowjetischen Briefmarke zu dessen 100. Geburtstag (1983). Im Hintergrund das Notenblatt der von Alexandrow komponierten Hymne der Sowjetunion.

## Leben und Karriere
Alexandrow studierte am Sankt Petersburger Konservatorium geistliche Musik bei Anatoli Konstantinowitsch Ljadow und Alexander Konstantinowitsch Glasunow  und in Moskau 1916 bei Sergei Nikiforowitsch Wassilenko. Er war zunächst Musiklehrer in Twer, ab 1922 Lehrer für Musiktheorie am Konservatorium in Moskau. Am 12. Oktober 1928 gründete er und leitete danach das Gesangs- und Tanzensemble der Roten Armee, das Alexandrow-Ensemble.
Im Jahr 1938 komponierte er die Hymne der bolschewistischen Partei, deren Melodie im Jahr 1943 auch für die Hymne der Sowjetunion und im Jahr 2000 für die aktuelle Hymne der Russischen Föderation übernommen wurde.
1941 komponierte er das Lied Der heilige Krieg.

## Auszeichnungen
Für seine Verdienste wurde er 1937 als Volkskünstler der UdSSR geehrt sowie in den Jahren von 1942 und 1946 mit dem Stalinpreis ausgezeichnet. Ferner wurde ihm der Leninorden verliehen.
Während der Feierlichkeiten zum 65. Jahrestag des Sieges über Deutschland im Deutsch-Sowjetischen Krieg spielte am 9. Mai 2010 ein mehr als tausend Mitglieder umfassendes Militärorchester auf dem Roten Platz in Moskau Alexandrows Lied Der heilige Krieg.

## Tod
Er starb 1946, als oder nachdem er während einer Tour des Alexandrow-Ensembles in Polen und der Tschechoslowakei zu Besuch in Berlin war. Fälschlicherweise wird der Tod Alexandrows des Öfteren mit dem legendären Konzert des Alexandrow-Ensembles auf dem Gendarmenmarkt in Berlin in Verbindung gebracht. Dieses fand jedoch erst am 18. August 1948 statt.
Nach seinem Tod übernahm sein Sohn Boris Alexandrowitsch Alexandrow die Leitung des Alexandrow-Ensembles.